# Mike Crouwel
Michaël John William (Mike) Crouwel (Amsterdam, 27 juli 1969) is een voormalig honkballer uit Nederland, die met de nationale ploeg als vijfde eindigde bij de Olympische Spelen van Sydney (2000).
Crouwel speelde in totaal 565 wedstrijden in de Nederlandse hoofdklasse, en kwam enige tijd uit voor de Philadelphia Phillies in de Verenigde Staten. Hij werd uitgeroepen tot Meest Waardevolle Speler (MVP) in de seizoenen 1991 en 1995. Crouwel was daarnaast Homerun King in 1991, 1993 en 2000. In dat laatste seizoen werd hij bovendien uitgeroepen tot Beste Slagman van de competitie.
De geboren Amsterdammer nam sinds 1988 met Nederland onder meer deel aan het wereldkampioenschap van 1990, het Europees kampioenschap van 1989, 1991 en 1999 en de Olympische Spelen in 2000. In totaal droeg hij 56 keer het shirt van het Nederlands team. In mei 2004 trad hij aan als assistent van hoofdcoach Paul Nanne bij de Amsterdam Pirates. Crouwel is een zoon van de voormalig Nederlands honkbalinternational Wim Crouwel.